# Tarnówka (gmina)
Tarnówka – gmina wiejska w województwie wielkopolskim, w powiecie złotowskim. W latach 1975–1976 i 1982–98 gmina położona była w województwie pilskim.
Siedziba gminy to Tarnówka.
Według danych z 30 czerwca 2004 gminę zamieszkiwało 3071 osób.

## Historia
Gmina Tarnówka powstała po II wojnie światowej (1945) na terenie tzw. Ziem Odzyskanych (tzw. III okręg administracyjny – Pomorze Zachodnie). 25 września 1945 gmina – jako jednostka administracyjna powiatu złotowskiego – została powierzona administracji wojewody pomorskiego, po czym z dniem 28 czerwca 1946 została przyłączona do woj. szczecińskiego. 6 lipca 1950 gmina wraz z całym powiatem złotowskim weszła w skład nowo utworzonego woj. koszalińskiego.
Według stanu z 1 lipca 1952 gmina składała się z 9 gromad: Błękwit, Górzna, Klukowo, Osówka, Piecewo, Sokolna, Tarnówka, Węgierce i Zalesie. Gmina została zniesiona 29 września 1954 wraz z reformą wprowadzającą gromady w miejsce gmin.
Jednostkę reaktywowano 1 stycznia 1973 w tymże powiecie i województwie. 1 czerwca 1975 gmina weszła w skład nowo utworzonego woj. pilskiego.
1 stycznia 1977 gmina została zniesiona, a jej obszar włączony do:
- gminy Krajenka (obszary sołectw: Plecemin, Sokolna, Tarnówka i Węgierce),
- nowo utworzonej gminy Jastrowie (obszary sołectw: Osówka, Piecewo, Płytnica i Ptusza).

Gminę reaktywowano po raz trzeci 1 października 1982 w tym samych granicach co w latach 1973–1976.

## Struktura powierzchni
Według danych z roku 2002 gmina Tarnówka ma obszar 132,23 km², w tym:
- użytki rolne: 45% (5909ha)
- użytki leśne: 48% (6427ha)

Gmina stanowi 7,96% powierzchni powiatu.

## Demografia

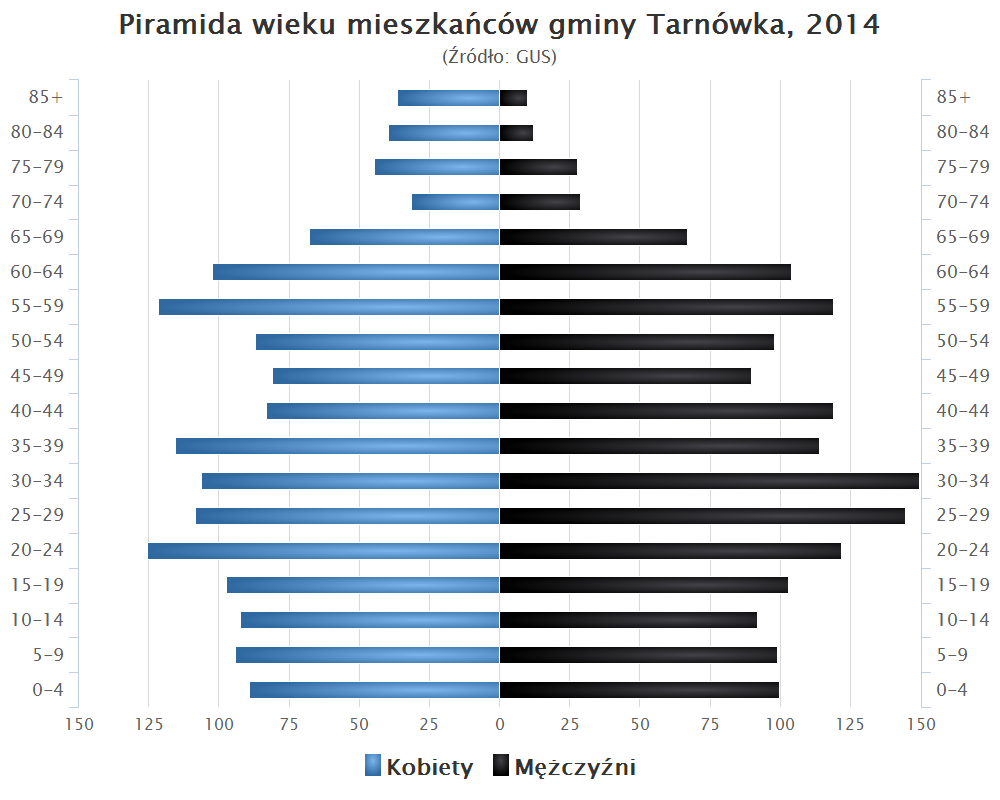
Piramida wieku mieszkańców gminy Tarnówka w 2014 roku

Dane z 30 czerwca 2004:
| Opis                              | Ogółem | Ogółem | Kobiety | Kobiety | Mężczyźni | Mężczyźni |
| --------------------------------- | ------ | ------ | ------- | ------- | --------- | --------- |
| jednostka                         | osób   | %      | osób    | %       | osób      | %         |
| populacja                         | 3071   | 100    | 1501    | 48,9    | 1570      | 51,1      |
| gęstość zaludnienia (mieszk./km²) | 23,2   | 23,2   | 11,4    | 11,4    | 11,9      | 11,9      |

## Sołectwa
SołectwaBartoszkowo, Osówka, Piecewo, Plecemin, Płytnica, Ptusza, Sokolna, Tarnowiec, Tarnówka (2 sołectwa), Węgierce.
Miejscowości bez statusu sołectwaAnnopole, Pomiarki, Ptusza (osada leśna), Tarnowski Młyn, Tarnówka (osada).

## Sąsiednie gminy
Jastrowie, Krajenka, Szydłowo, Złotów